# 黑花茜草
黑花茜草（学名：Rubia mandersii），为茜草科茜草属下的一个植物种。